# Žegar, Šentjur
Žegar este o localitate din comuna Šentjur, Slovenia, cu o populație de 123 de locuitori.